# Wicklow Way
Der Wicklow Way (irisch Slí Cualann Nua) ist ein 132 km langer Fernwanderweg in Irland, der die Städte Dublin und Clonegal verbindet.

## Beschreibung
Der nördliche Abschnitt in den Wicklow Mountains erstreckt sich von Dublin bis nach Aughavannagh und ist geprägt von großen und abgeflachten Gipfeln mit einer Reihe von tiefen Tälern und einer Mischung aus Laub- und Nadelwäldern sowie Heide- und Flächenmooren. Die Wicklow Mountains laufen im südlichen Teil der Route sanft aus und bieten in zahlreichen Hecken vielen Tieren Unterschlupf. Der Wicklow Way folgt Waldwegen, Bergpfaden und ruhigen Landstraßen und führt auch durch die Klostersiedlung Glendalough, welche im 6. Jahrhundert von Kevin von Glendalough gegründet wurde.

## Etappen
Nachfolgend eine beispielhafte Streckenaufteilung:
|           | Startpunkt          | Endpunkt     | Strecke | Höhenunterschied | Gehzeit |
| --------- | ------------------- | ------------ | ------- | ---------------- | ------- |
| Etappe 1  | Marlay Park, Dublin | Glencullen   | 10 km   | ± 430 m          | 3,5 h   |
| Etappe 2  | Glencullen          | Glencree     | 12 km   | ± 290 m          | 3,5 h   |
| Etappe 3  | Glencree            | Lough Tay    | 12 km   | ± 450 m          | 4 h     |
| Etappe 4  | Lough Tay           | Oldbridge    | 6 km    | ± 90 m           | 1,5 h   |
| Etappe 5  | Oldbridge           | Glendalough  | 10 km   | ± 350 m          | 3,5 h   |
| Etappe 6  | Glendalough         | Glenmalure   | 13 km   | ± 460 m          | 4,5 h   |
| Etappe 7  | Glenmalure          | Aughavannagh | 12 km   | ± 390 m          | 4 h     |
| Etappe 8  | Aughavannagh        | Moyne        | 10 km   | ± 230 m          | 3 h     |
| Etappe 9  | Moyne               | Tinahely     | 11 km   | ± 250 m          | 3 h     |
| Etappe 10 | Tinahely            | Boley        | 12 km   | ± 270 m          | 3 h     |
| Etappe 11 | Boley               | Clonegal     | 20 km   | ± 380 m          | 6 h     |

Der Wicklow Way kann bei Kombination mehrerer Etappen bequem in fünf bis sieben Tagen begangen werden.

## Impressionen

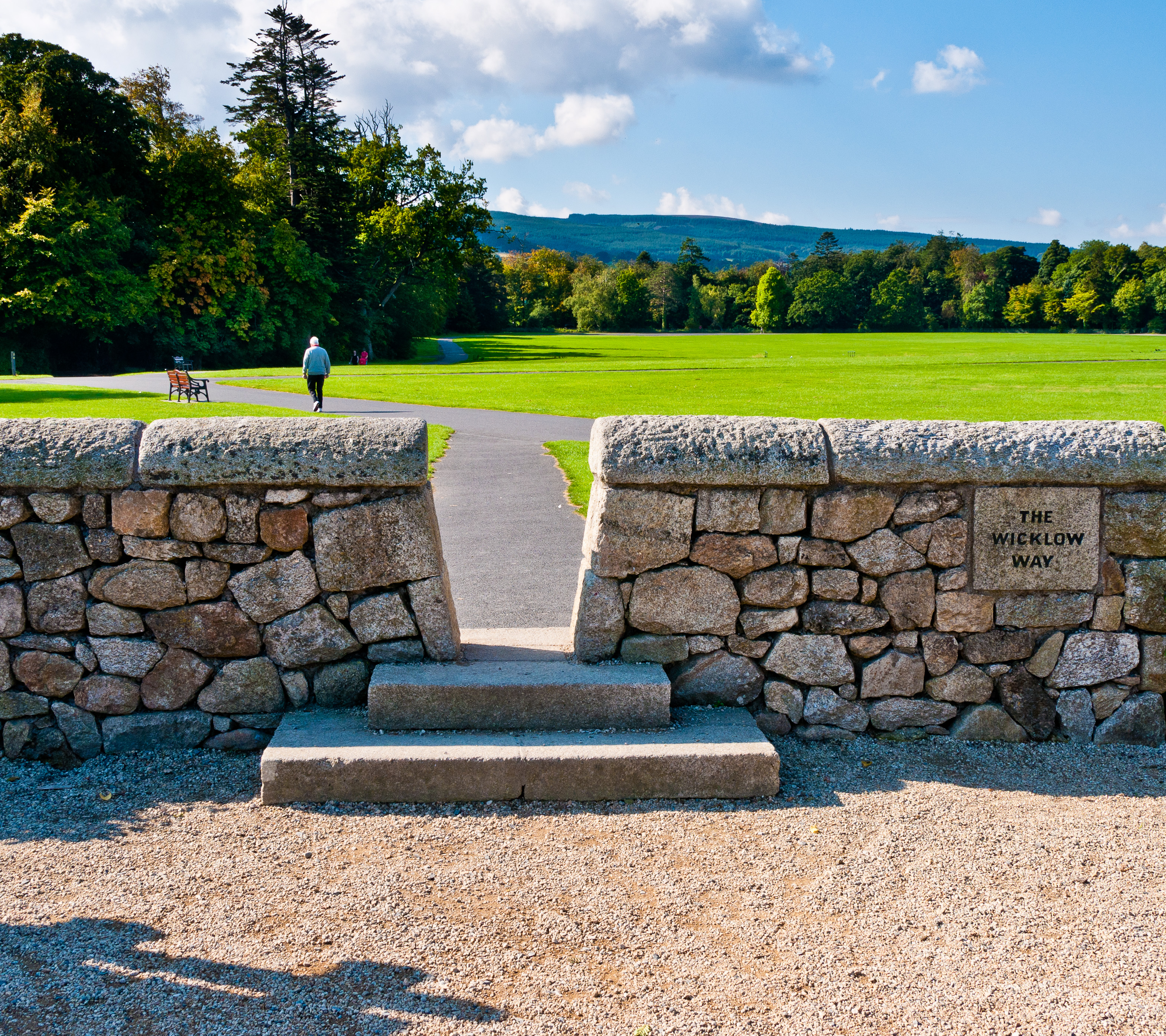
Startpunkt im Marlay Park, Dublin
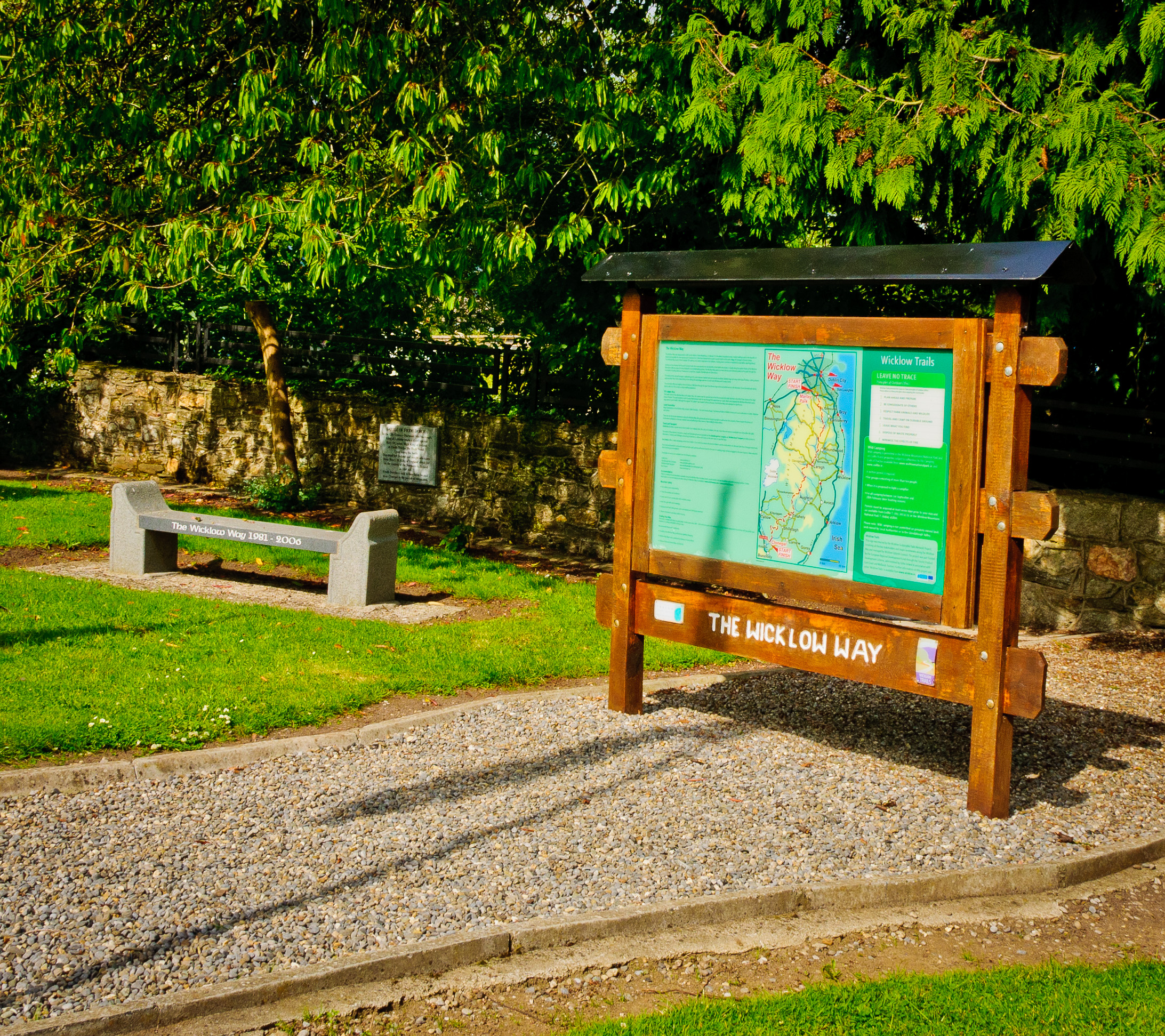
Endpunkt in Clonegal
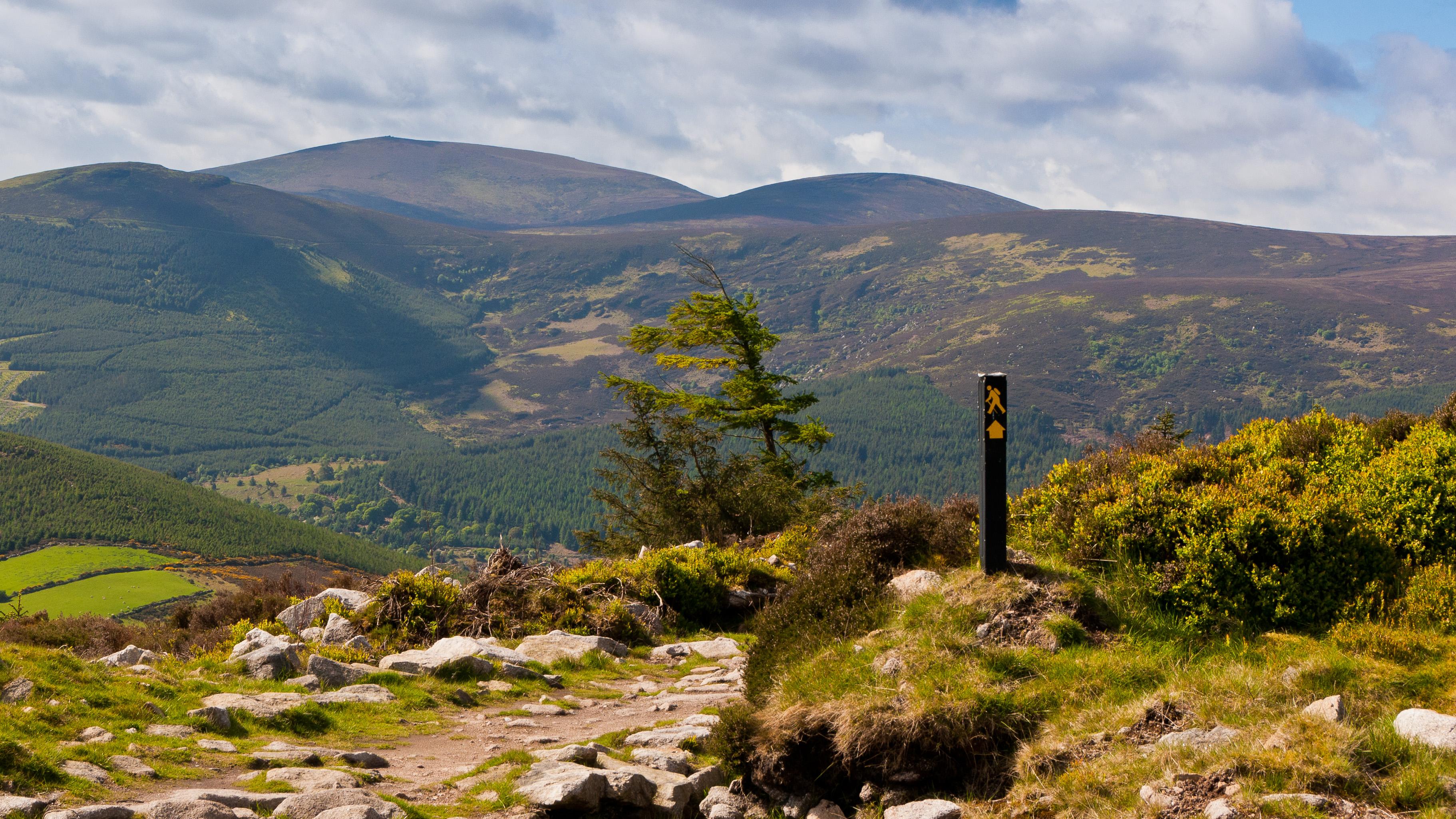
Der Wicklow Way nahe Curtlestown
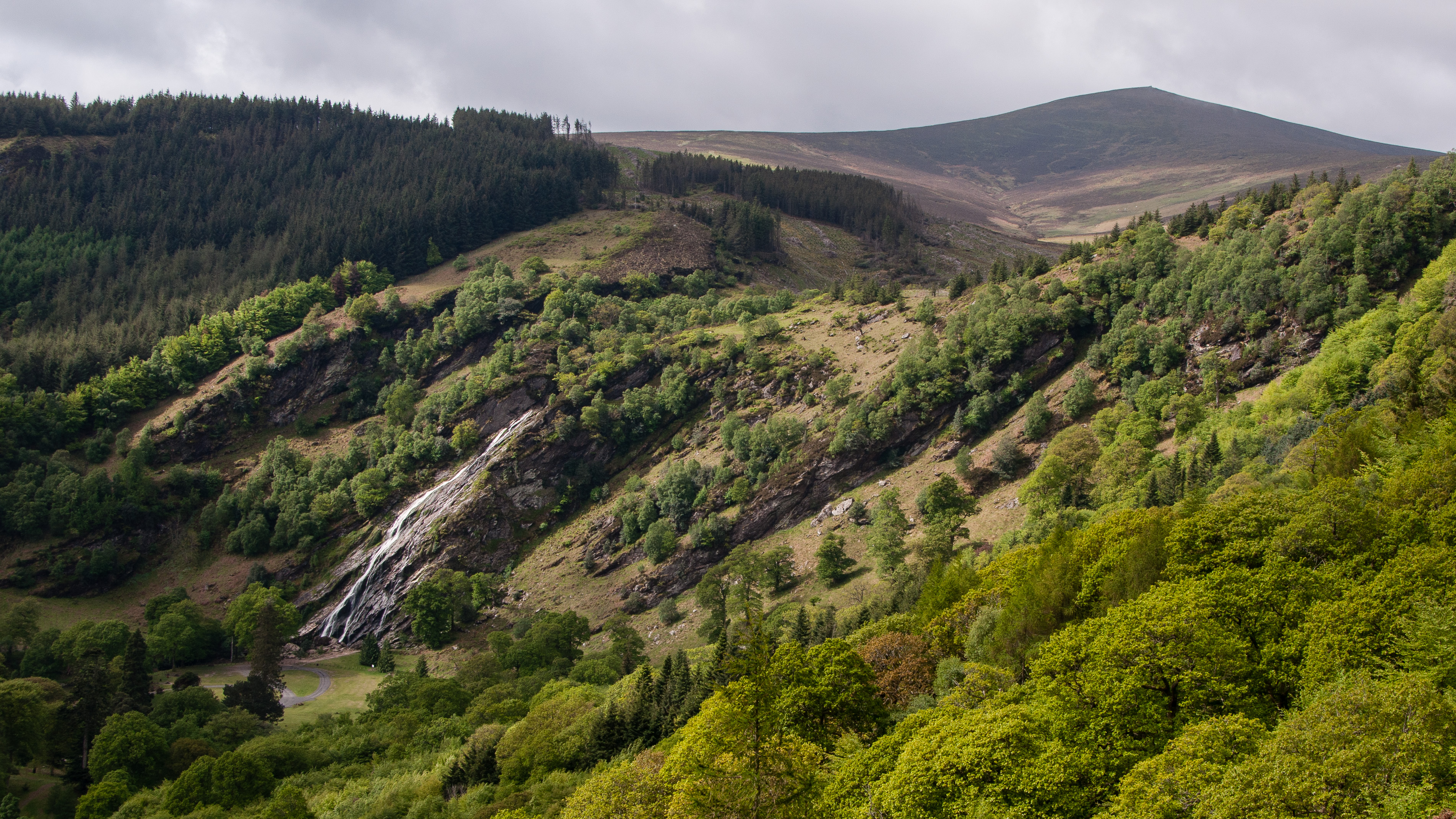
Powerscourt Deerpark und Powerscourt Waterfall mit  Djouce Mountain im Hintergrund
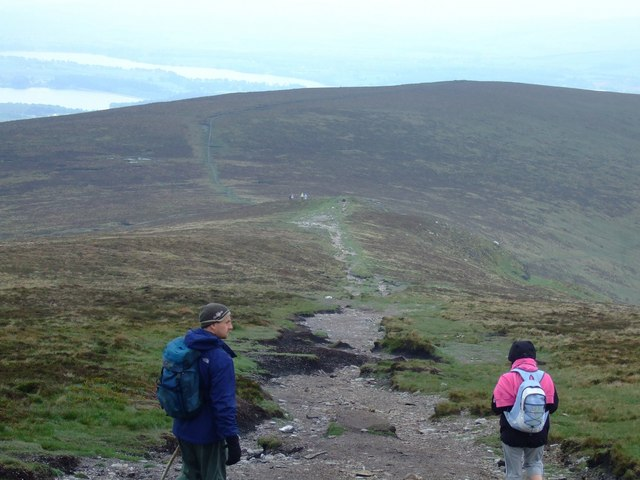
Am White Hill
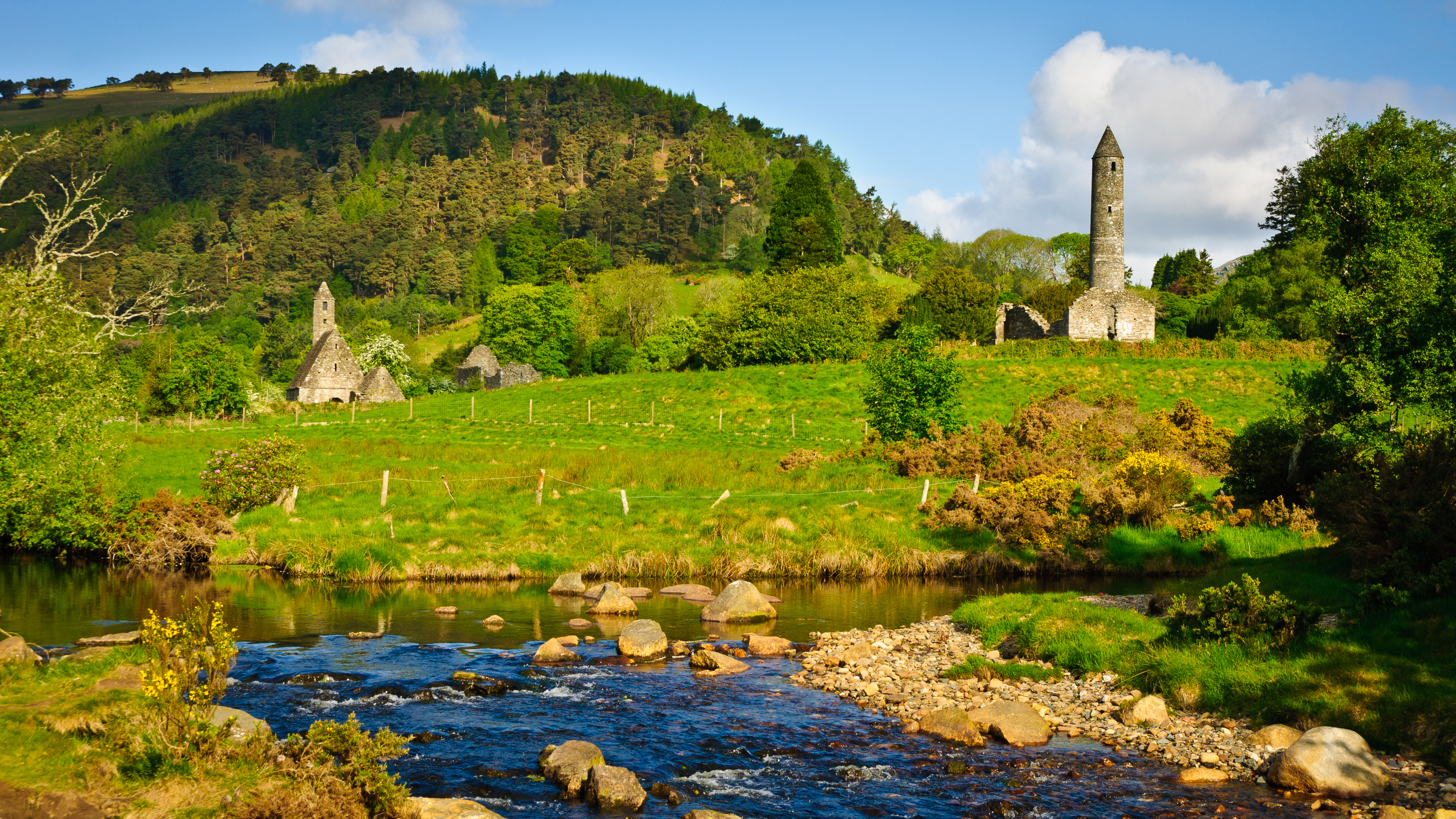
Klostersiedlung in Glendalough
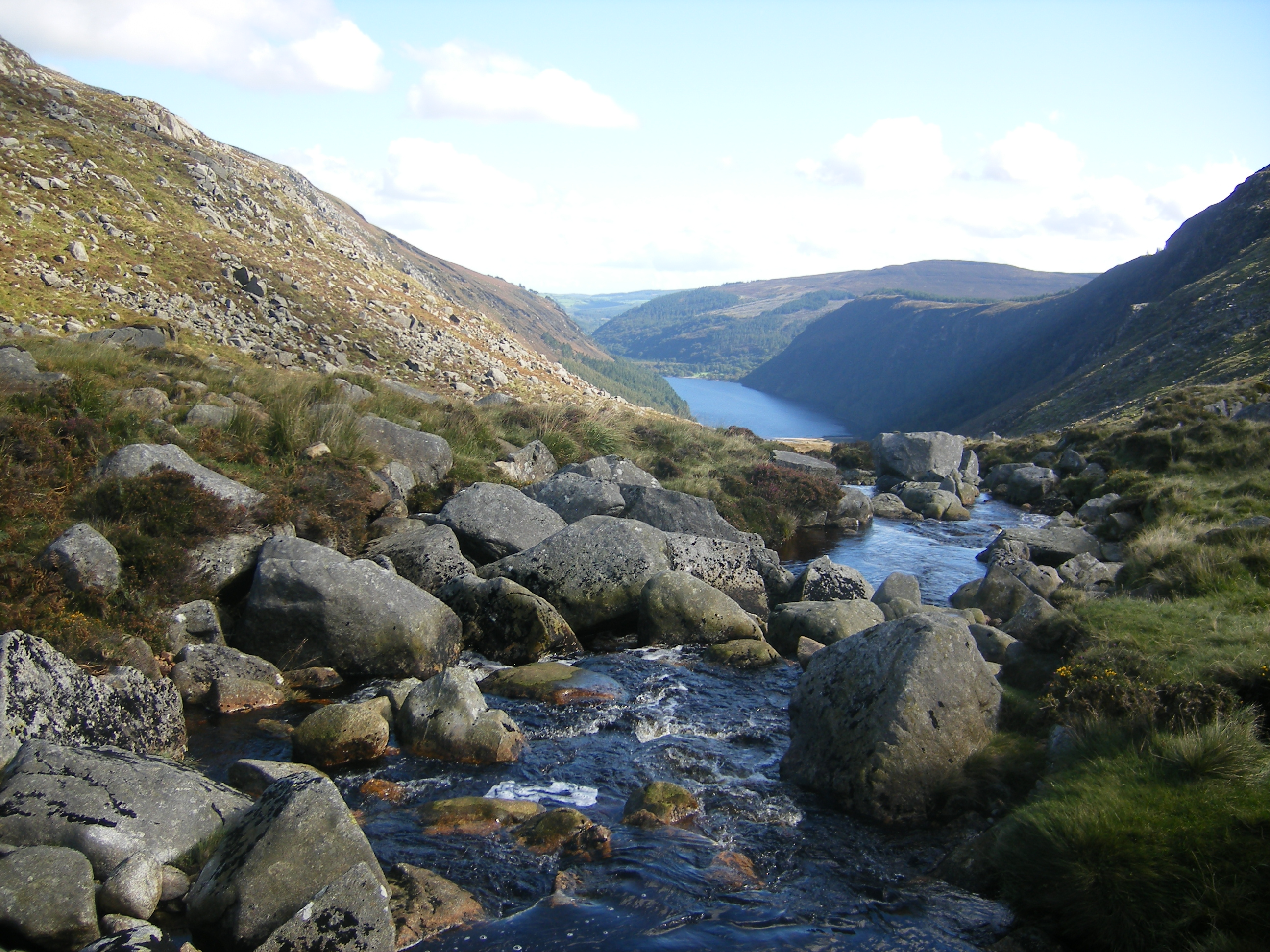
Blick in das Glendalough